# Liv (musikalbum)
Liv är ett studioalbum från 2005 av och med Karin Green, producerad av Olle Nyberg

## Låtlista
1. Älskade barn
2. Vill Du komma mig nära
3. Vi
4. Nyårsnatten
5. Du är ljus - Du är stark
6. Liv - kom åter
7. Stjärnöga
8. Jag lever
9. Himlens barn
10. Till Stevie
11. Hjärtat
12. Amanda
13. Meditation

## Medverkande
- Karin Green - sång, körsång
- Olle Nyberg - flygel, hammondorgel, elpianon, synthesizers, dragspel, körsång
- Putte Snitt - gitarrer, körsång
- Anders Olsson - kontrabas, elbas
- Anders Klockar - trummor, percussion
- Bosse Gustavsson - saxofon
- Jan-Anders "Jogga" Ernlund - kontrabas
- Håkan Elfving - lapsteel
- Anders Larsson - dragspel
- Anna-Kerstin "Titti" Källman - körsång
- Anders Mattsson - körsång
- Malvina Larholm Nyberg - körsång
- Glenn Jönefors - körsång och ljudtekniker